# Adèle Romany
Adèle de Romance
Adèle de Romance, dite aussi Adèle Romany ou Adèle Romanée, née le 7 décembre 1769 à Paris et morte dans la même ville le 7 juin 1846, est une artiste peintre française, considérée en son temps comme une grande portraitiste.

## Biographie

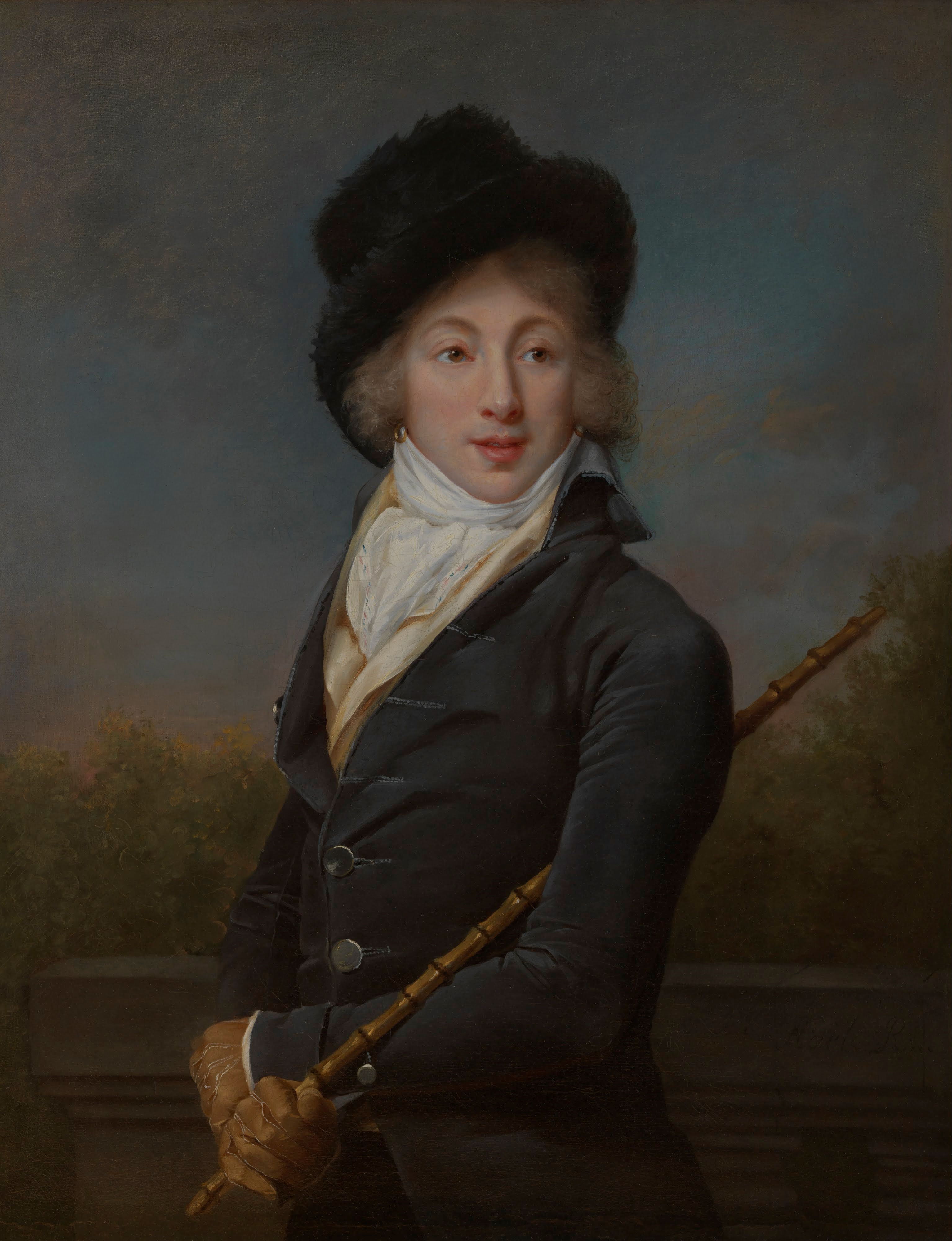
Portrait d’Auguste Vestris (1760-1842), 1793, Rhode Island School of Design Museum

Adèle de Romance naît sous le nom de Jeanne Marie Mercier le 7 décembre 1769 à Paris ; elle est la fille naturelle d'une femme mariée, Jeanne-Marie Bernardine Mercier. Par un acte en date du 18 mars 1778, Jeanne Marie Mercier est reconnue et légitimée par son père, Godefroy V, marquis de Romance, frère de Germain-Hyacinthe de Romance ; elle adopte alors le nom d'Adèle de Romance.
Elle se marie en 1790 au peintre miniaturiste François Antoine Romany, qui ne lui est pas apparenté malgré la similitude des noms. Un doute subsiste quant au fait de savoir s'ils se sont mariés avant la naissance de leur fille Aglaé Emée, le 29 mars 1788 à Paris, ou si l'union a été légalisée deux ans après. Le couple divorce le 15 juillet 1793. Adèle de Romance donne ensuite naissance à deux autres enfants naturels :
- une fille, Louise Lucie Cosnefroy de Saint-Ange, née le 2 janvier 1797 à Paris, fille naturelle de Charles Gabriel François Cosnefroy de Saint-Ange, comédienne au Théâtre-Français[Note 2],
- un fils, Edmond Jules Féline-Romany, né le 31 mars 1806, fils naturel d'Ignace Benjamin Féline, polytechnicien (promotion 1824)[4], inspecteur général des ponts et chaussées[Note 3].

Plus tard, Romance s'est occupée de l'éducation, à partir de l'âge de quatre ans, d'une de ses petites-filles, Mélanie Cosnefroy de Saint-Ange, la plus jeune enfant de Louise Lucie.
À l'occasion de son mariage avec François Antoine Romany elle devient l'élève de Jean-Baptiste Regnault (1754-1829) dont l'atelier pour élèves féminines est dirigé par son épouse ; il n'existe pas d'autres détails sur son éducation artistique. Elle participe à son premier Salon en 1793, en tant qu’élève de Regnault. Elle en reprend la manière précise et excelle dans les rendus de matières et les détails des costumes.
Quatre-vingts de ses œuvres sont exposées aux Salons pendant quarante ans, de 1793 à 1833. Quand elle expose, elle utilise plusieurs variantes de ses noms de jeune fille ou de femme mariée, dont Romance, Romany, Romany de Romance, de Romance Romany, et après son divorce, Adèle Romance, Adèle Romanée. Elle est surtout connue pour ses portraits, bien qu'elle ait réalisé quelques peintures sur des thèmes historiques et mythologiques. Elle a représenté beaucoup d'acteurs, d'actrices et de musiciens en particulier; c'est pourquoi la plus importante collection de ses œuvres se trouve à la Comédie-Française.
De 1800 à la fin du Premier Empire, elle recueille un certain nombre de commentaires approbateurs de journalistes. Au Salon de 1808, elle reçoit une médaille de seconde classe, d'une valeur de 250 Francs. Parmi ses œuvres les plus admirées, figurent son autoportrait avec ses enfants (1800), le portrait de Mlle A. P., exposé au Salon de 1806, et les portraits des actrices Mlle Raucourt (Salons de 1812 et 1814) et Mlle Emilie Leverd (Salons de 1808 et 1814).
Son excellent portrait de Talma (1818) a longtemps été attribué par erreur à François Gérard. Elle a aussi réalisé un portrait de Madame Vigée Le Brun qui était son amie. Ses œuvres tardives sont d'une moindre qualité. Adèle de Romance n'a que peu retenu l'attention de la critique après sa mort avant qu'on ne la redécouvre récemment.
À côté de ses activités artistiques, Adèle de Romance s'est engagée dans diverses spéculations financières pendant la Révolution, le Directoire et le Consulat. Elle a acheté une maison et utilisé l'hypothèque comme garantie pour des emprunts ; elle s'est apparemment servi de ces fonds pour financer d'autres entreprises. À sa mort, le 7 juin 1846 à Paris, ses biens se montent à plus de 8 000 Francs. Elle est inhumée au cimetière du Père-Lachaise (14e division),.
Une exposition rétrospective est consacrée à l'œuvre d'Adèle de Romance au musée Jean-Honoré-Fragonard de Grasse, organisée par la commissaire Carole Blumenfeld, du 14 juin au 12 octobre 2025.

## Œuvres dans les collections institutionnelles
Australie
- Melbourne, National Gallery of Victoria
  - Portrait de femme assise sur un rocher, dans un paysage, 1806, huile sur toile, 61,4 × 50,2 cm[8]
  - Portrait d'homme debout dans un paysage, vers 1806, huile sur toile, 61,4 × 50,2 cm[8]

États-Unis
- Boston, Musée des Beaux-Arts
  - Joseph Dominique Fabry-Garat jouant de la lyre, vers 1808[9]
  - Portrait d'une dame au piano-forte, vers 1808 (pendant du portrait de Fabry-Garat)[10]

- Kansas City, The Nelson-Atkins Museum of Art : Portrait d'un garçon, 1799 (nouvelle attribution à Romany en 2020, ancienne attribution à Constance Mayer)[11],[12]

- Poughkeepsie, Vassar College, Frances Lehman Loeb Art Center : Une jeune personne hésitant à toucher du piano devant sa famille, 1804[13]

- Providence, Rhode Island School of Design Museum : Portrait d'Auguste Vestris, 1793[14]

- Washington, D. C., National Museum of Women in the Arts
  - Portrait d'une artiste, traditionnellement identifiée à Mademoiselle Halbou, vers 1795, huile sur toile, 128,2 × 96,5 cm, 2022.63[15].
  - Portrait de Suzanne de Rivière, épouse de Louis-Étienne Vigée, vers 1795-1800, huile sur toile, 90 × 70 cm[16].

France
- Dijon, musée Magnin : Portrait de Zoé Prévost, de l'Opéra-Comique, 1830, huile sur toile, 73,5 × 60 cm[17]

- Douai, musée de la Chartreuse : Portrait de mademoiselle A.P., huile sur toile, 1806[18]

- Gray (Haute-Saône), musée Baron-Martin : Portrait de Marie-Jeanne Mercier, mère de l'artiste, 1799, huile sur toile, 75 × 59 cm, legs d'Albert Pomme de Mirimonde à la RMN, affecté au musée de Gray[19].

- Lille, palais des Beaux-Arts de Lille : Portrait d'une jeune harpiste, vers 1795[20],[21]

- Marseille, musée Grobet-Labadié : Portrait en pied de jeune dame assise dans un paysage, huile sur toile, 1805[22]

- Melun, Musée de la Gendarmerie nationale : Portrait de Joseph Souberbielle en tenue de chirurgien major de la Gendarmerie impériale, 1814[23];

- Montpellier, musée Fabre : Portrait d'Antoine Valedau, huile sur toile, 1809[24].

- Nancy, musée des Beaux-Arts de Nancy : Portrait de Fanny Pixérécourt, 1827[25]

- Paris
  - Musée Jacquemart-André : Portrait de femme en buste, vers 1794-1797, huile sur toile, 76 × 62 cm (nouvelle attribution, anciennement attribué à Élisabeth Vigée Le Brun)[26].
  - Bibliothèque-musée de la Comédie-Française
    - Mme Thénard dans le rôle d'Hermione (Andromaque de Racine), vers 1800 ou après, huile sur toile, 116 × 90 cm, I 0091 (répétition d'un original conservé dans la descendance du modèle au XIXe siècle, probablement le tableau conservé au musée Carnavalet)[27];
    - Mme Thénard dans le rôle d'Hermione (Andromaque de Racine), non daté, huile sur panneau de bois, 40 × 32 cm, I 0305 (réduction du portrait original)[28];
    - Dazincourt dans le rôle de Crispin, années 1800, huile sur toile[29];
    - Émilie Leverd dans le rôle de Roxelane (Les Trois Sultanes de Favart), 1808, huile sur toile[30];
    - Mlle Raucourt dans son costume d'Agrippine (Britannicus de Racine), 1812, huile sur toile[31];
    - Fleury, 1818, huile sur toile[32];
    - Baptiste cadet, 1832, huile sur toile[33];
    - Mlle Bourgoin, d'après le portrait par Sicardi, huile sur toile, 1834[34];
    - Voltaire, 1836, huile sur toile, d'après le portrait peint par Largillière conservé dans les collections du Château de Versailles[35];

  - Bibliothèque-musée de l'Opéra : Auguste Vestris, huile sur toile, 88,5 × 67,5 cm, MUSEE-1863[36]

- Valenciennes, musée des Beaux-Arts : Portrait de la Duchesnois et de sa fille, huile sur toile, 1828 (P.46.1.137)[37],[38].

- Versailles, musée national des châteaux de Versailles et de Trianon
  - Portrait de Charles Antoine d'Arthenay, député du bailliage de Saint-Lô (1747-1812), 1792[39]
  - La Collation du marquis de Romance Mesmon, entre 1790-1800, huile sur toile, 59 × 48 cm[40]
- Château de Josselin (propriété privée) : Portrait d'Elisabeth de Montmorency, 1804, huile sur toile, 61 × 40,5 cm[41]

Royaume-Uni
- Londres, Garrick Club : Portrait de Michael Kelly, vers 1802-1814[42]

Suède
- Stockholm, Nationalmuseum : Portrait de Madame Coury, veuve Duhamel, vers 1811, huile sur toile, 117 × 90 cm (attribution)[43]

## Galerie

Œuvres d'Adèle Romany
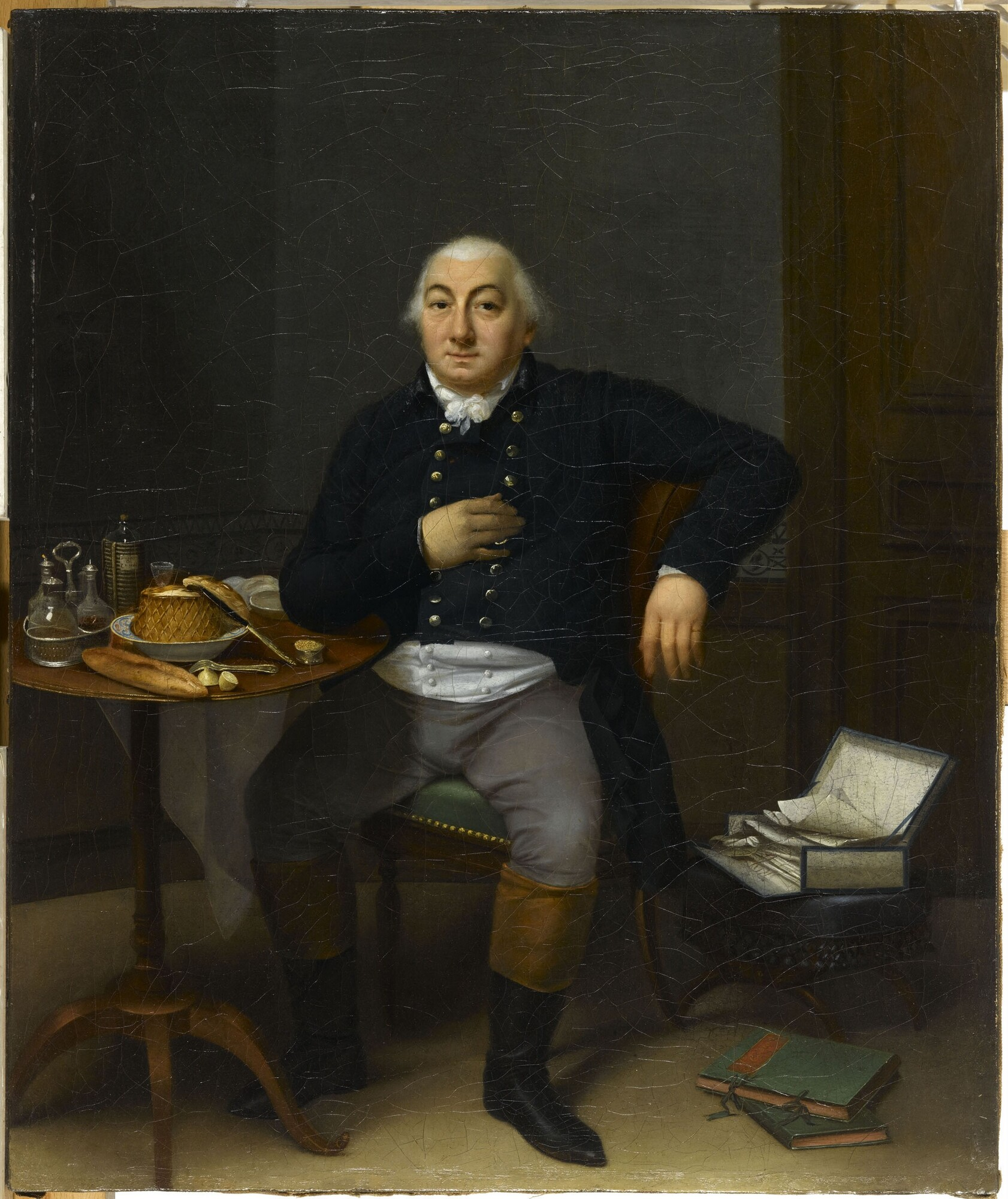
La Collation du Marquis de Romance Mesmon, non daté, château de Versailles
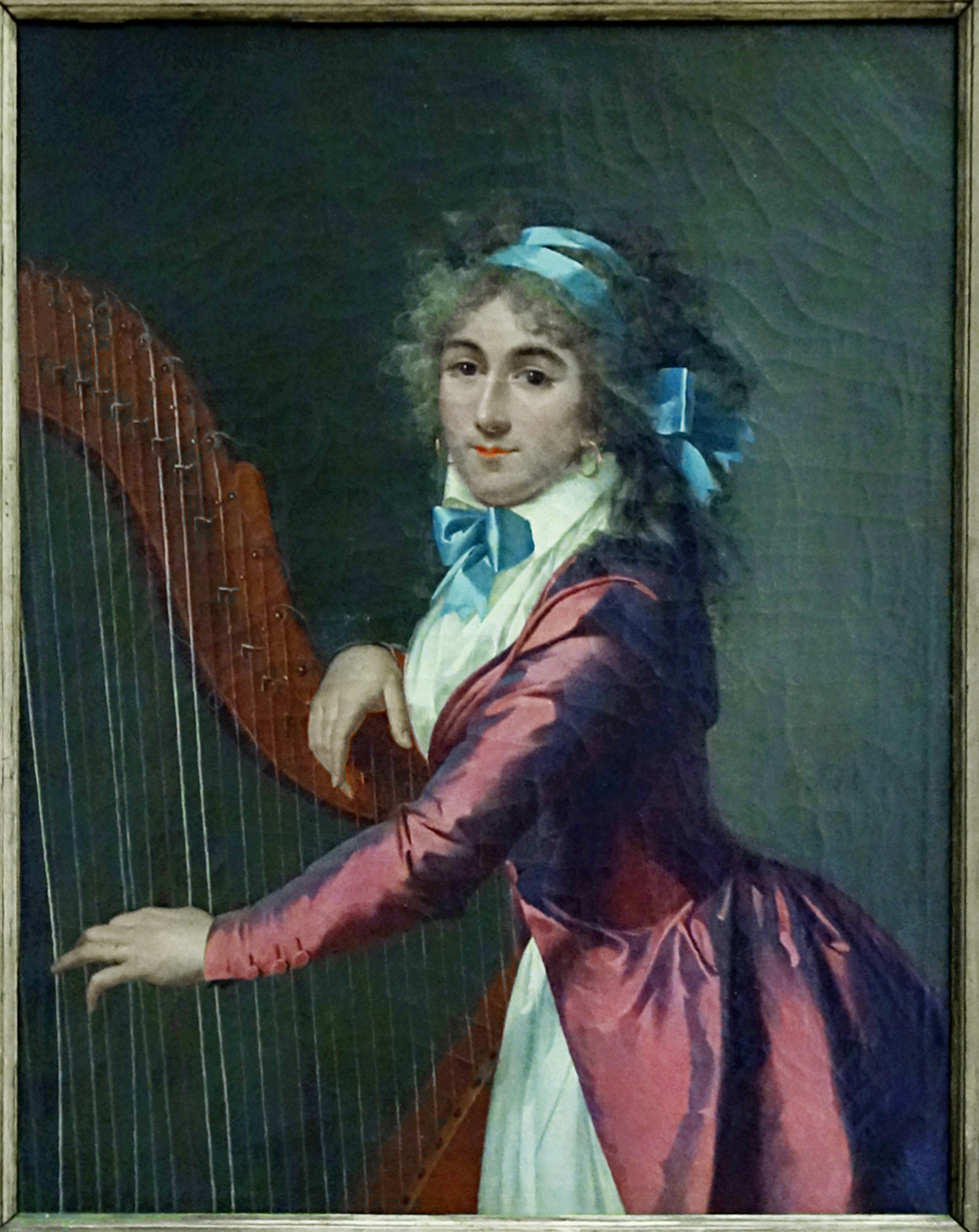
Portrait d'une jeune harpiste, vers 1795, Palais des Beaux-Arts de Lille
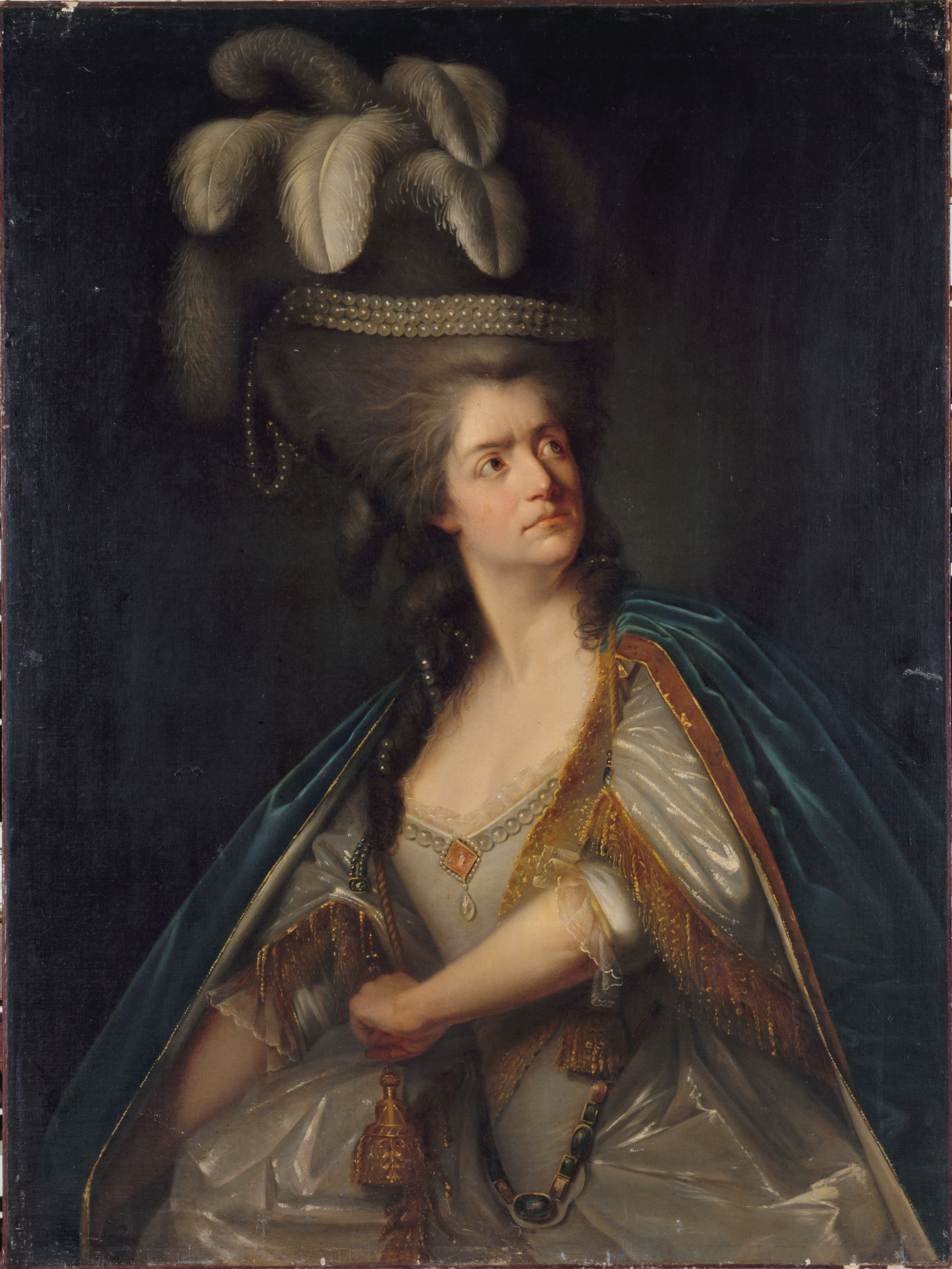
Mme Thénard dans le rôle d'Hermione dans Andromaque, vers 1800, musée Carnavalet
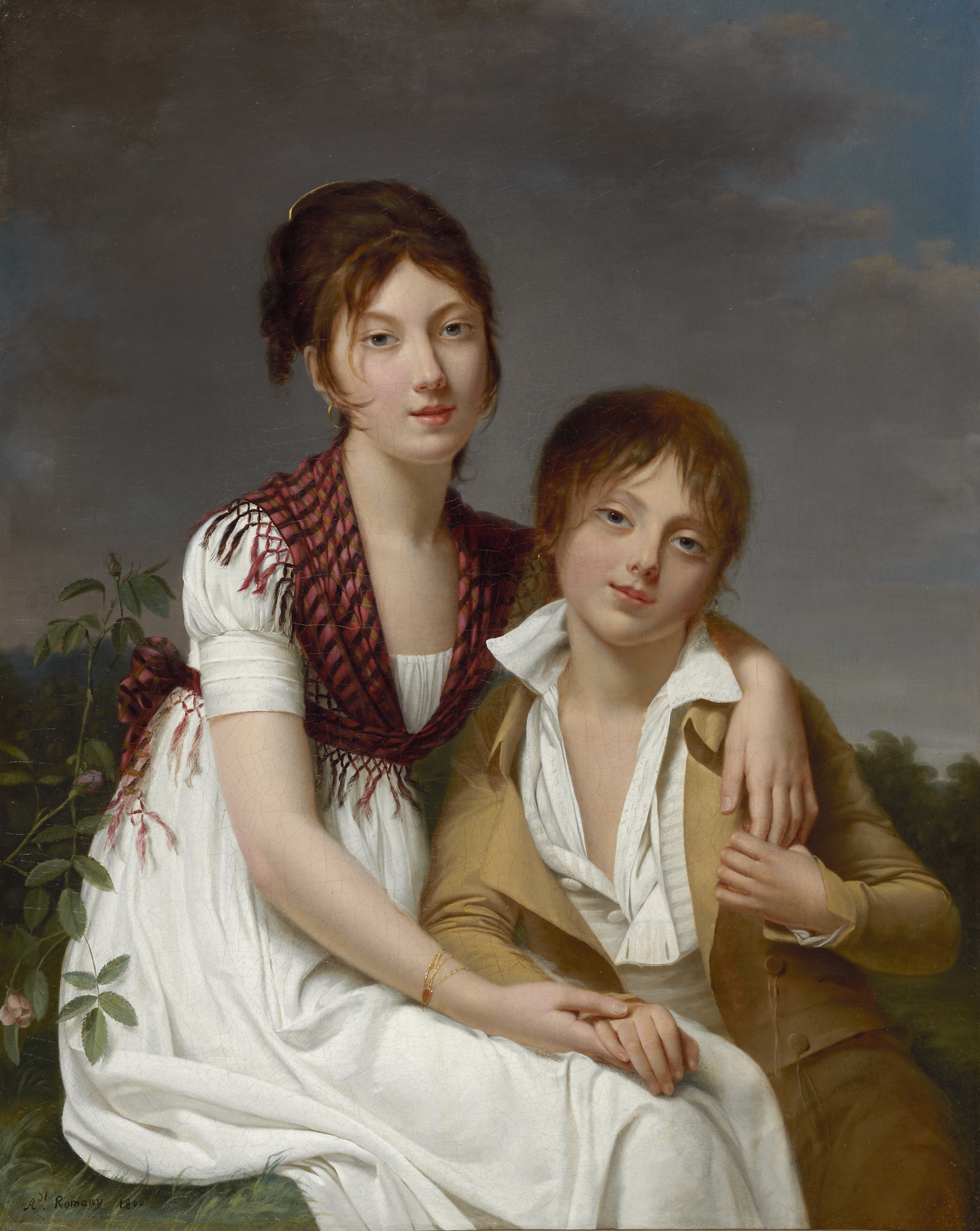
Amélie-Justine et Charles-Edouard Pontois, Salon de 1800, collection privée
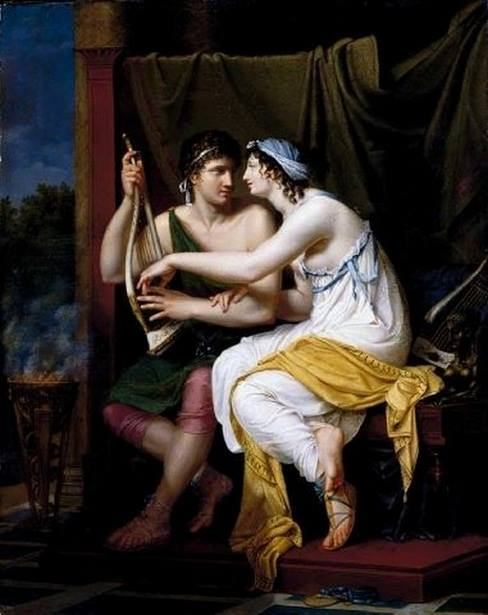
Une jeune femme donnant une leçon de lyre à son amant, Salon de 1802, collection privée
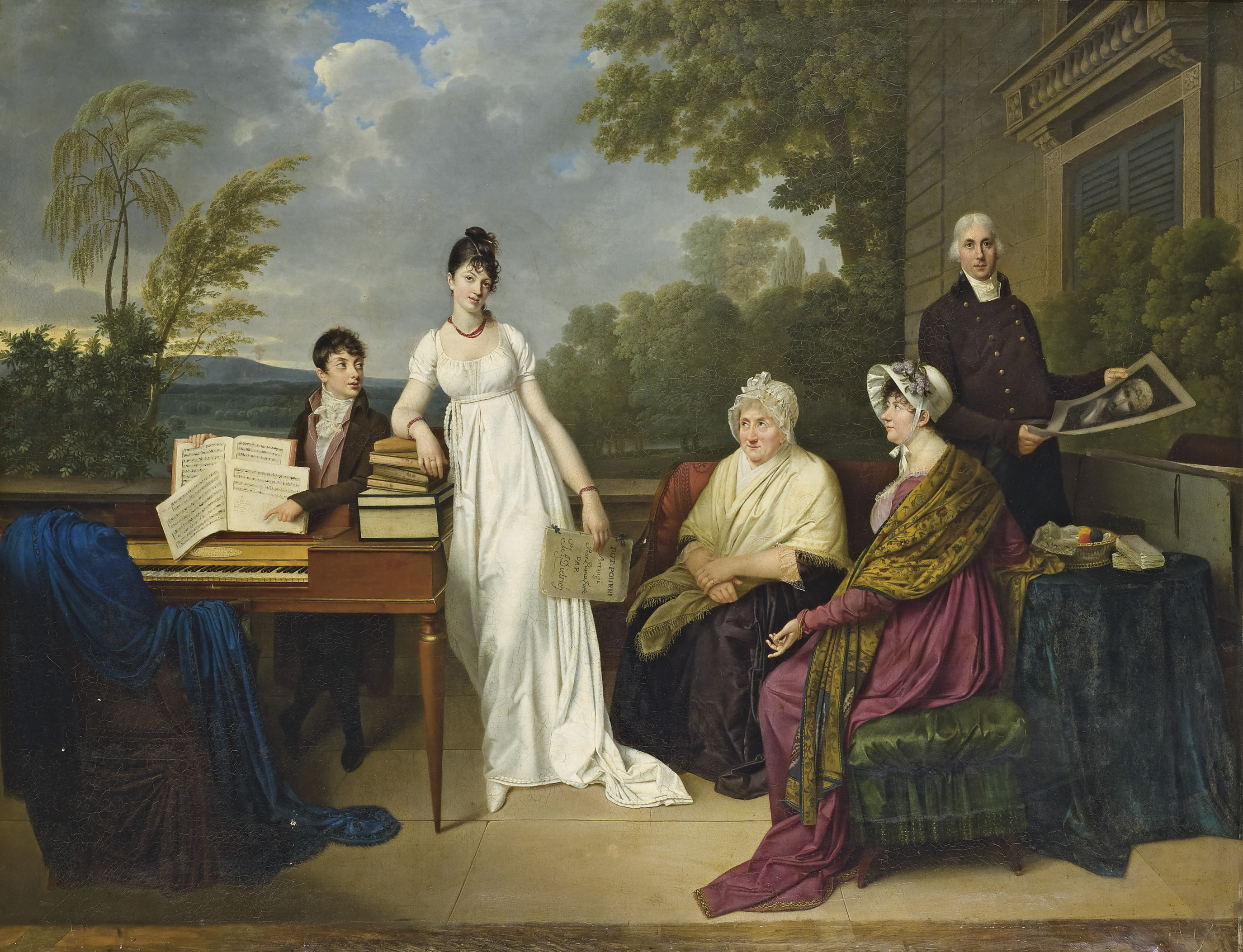
Une jeune personne hésitant à toucher du piano devant sa famille, 1804, Frances Lehman Loeb Art Center
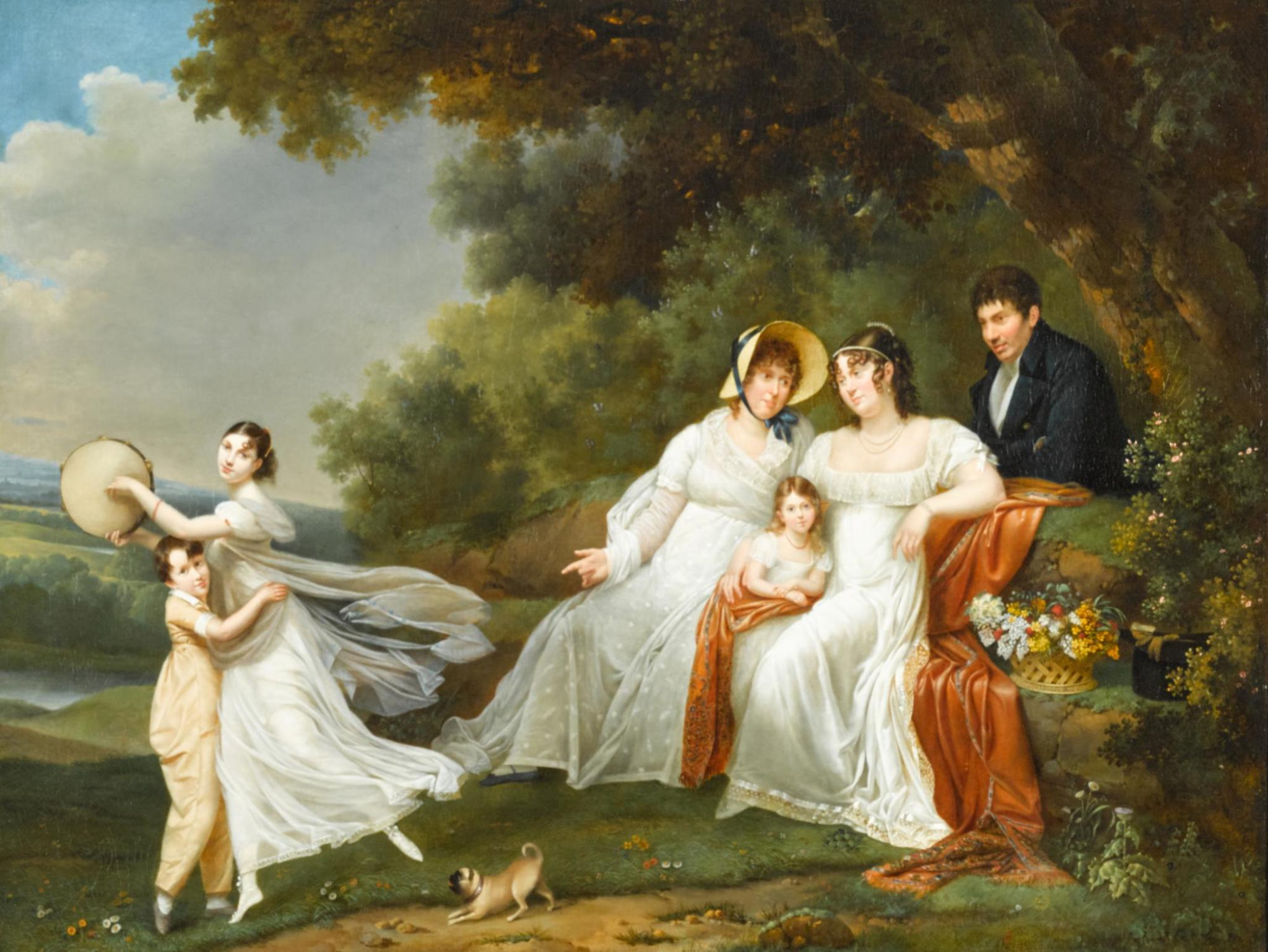
Portrait de famille dans un paysage, annéès 1800, collection privée
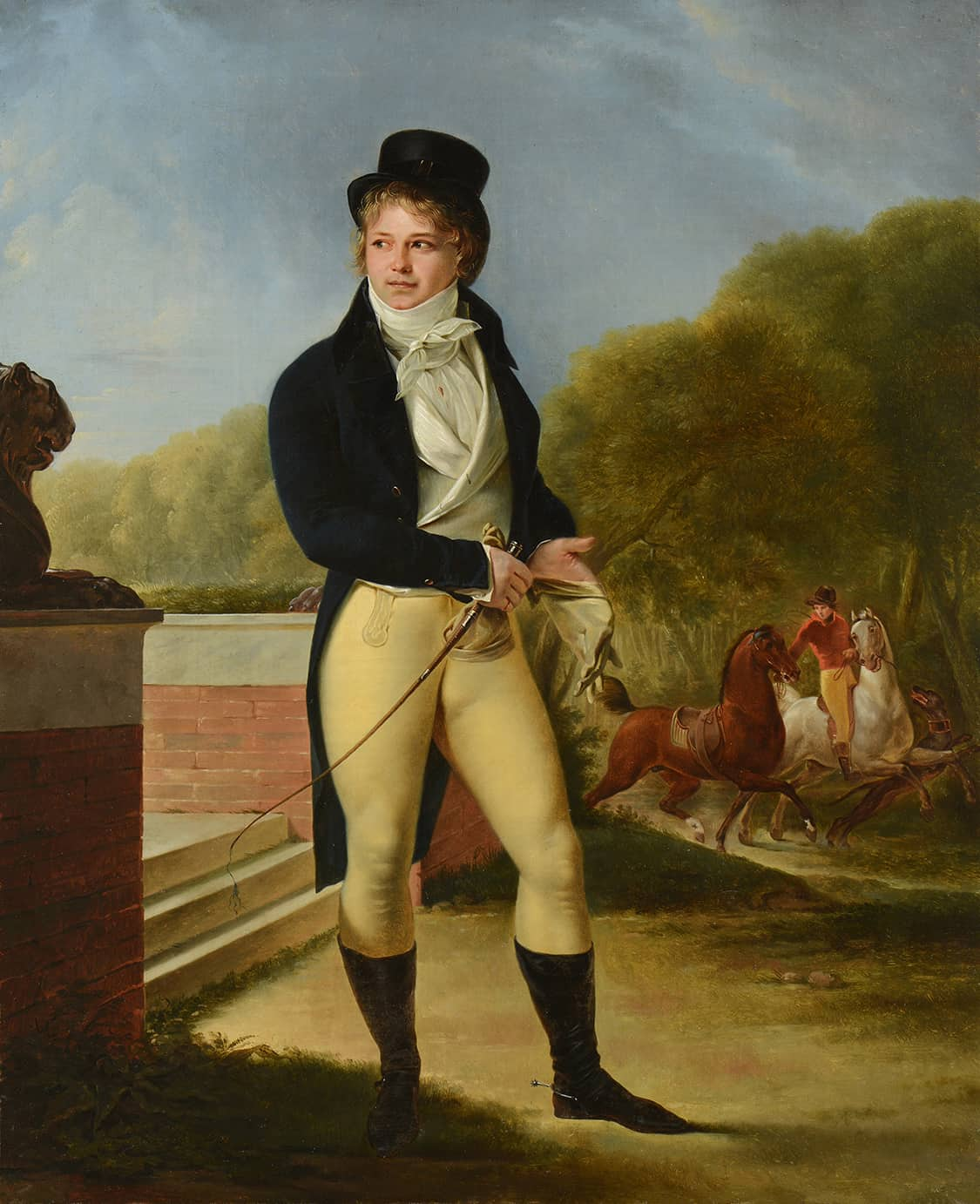
Portrait de Joseph Guillaume de Paul (1769-1842), vers 1805
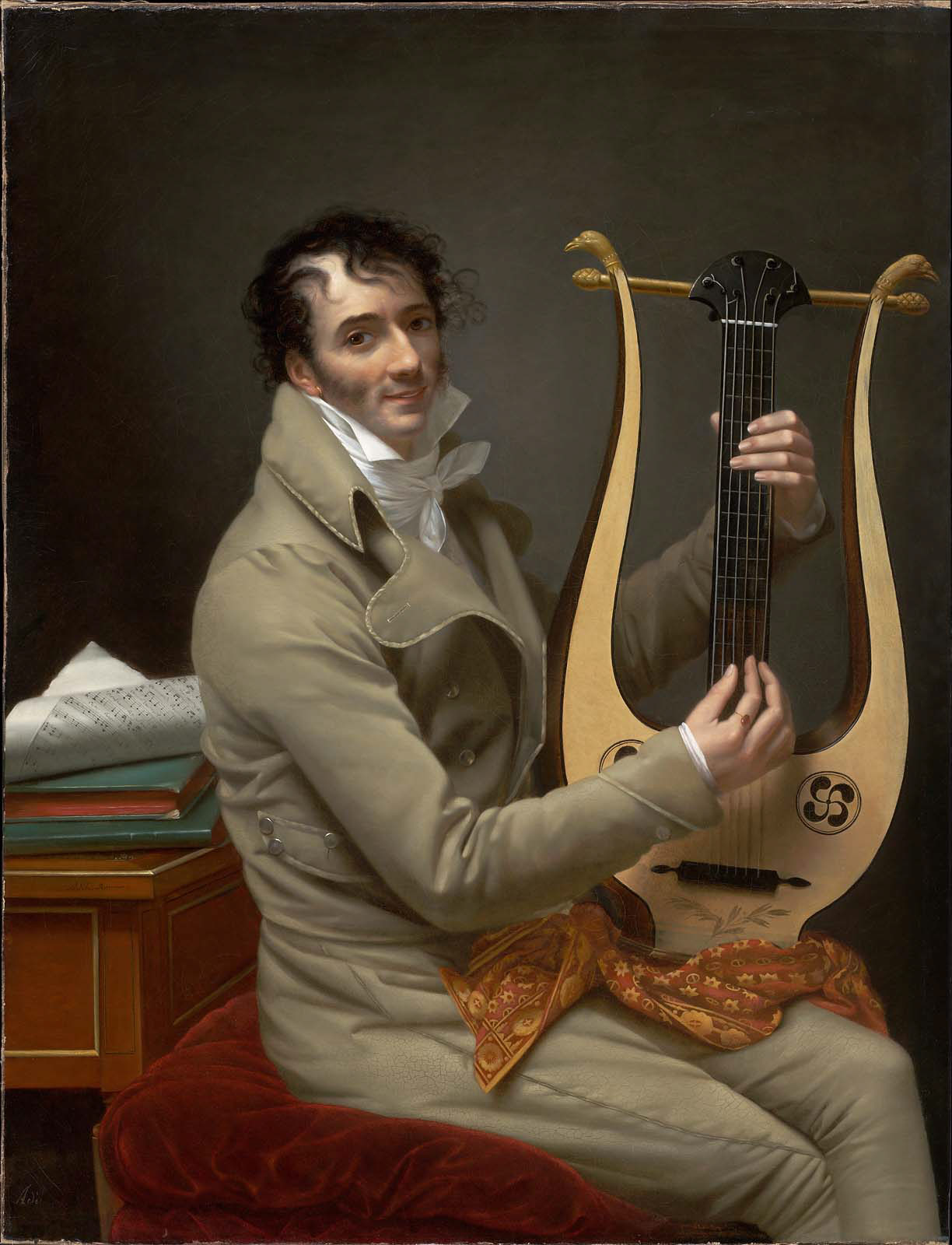
Joseph Dominique Fabry-Garat jouant de la lyre, vers 1808, Musée des Beaux-Arts de Boston
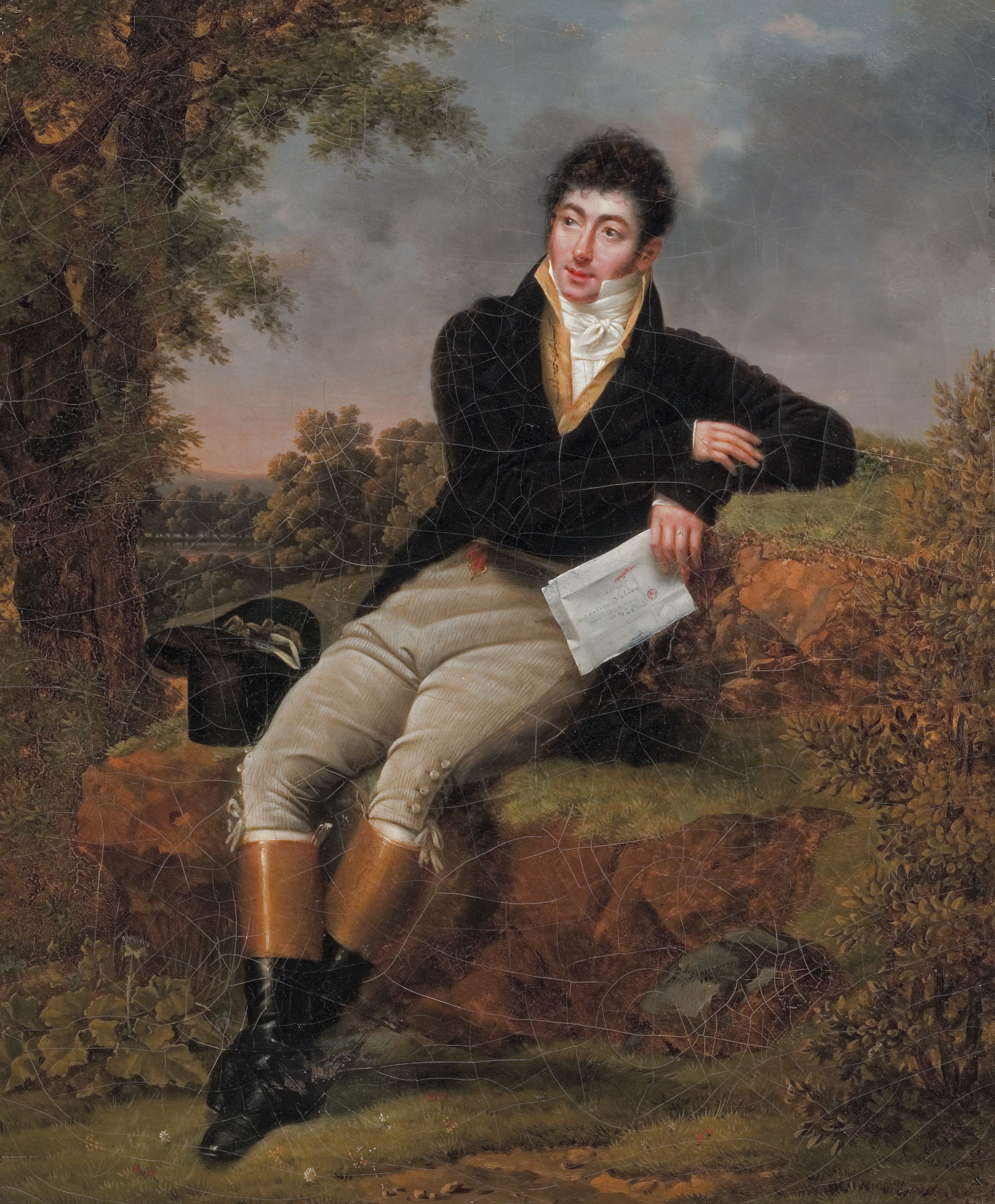
Portrait d'Antoine Valedau (1777-1836), 1809, Musée Fabre
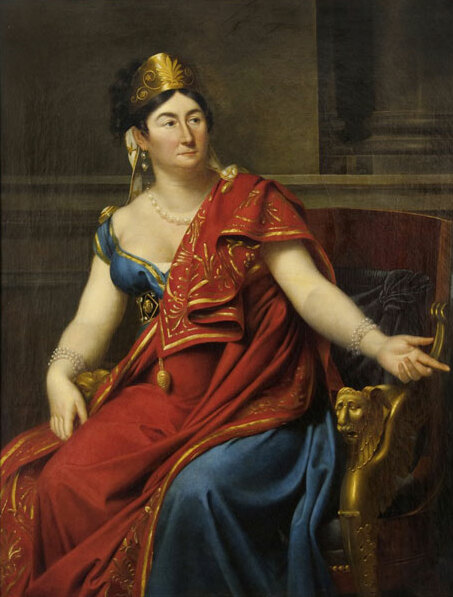
Mlle Raucourt dans son costume d'Agrippine dans Britannicus, 1812, bibliothèque-musée de la Comédie-Française
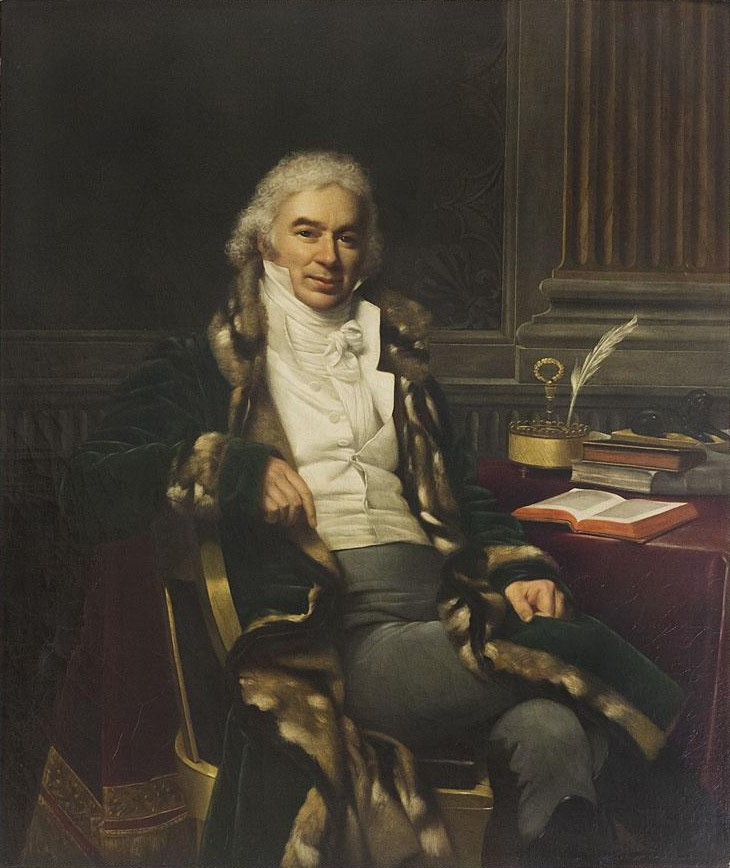
Portrait de Fleury, 1818, bibliothèque-musée de la Comédie-Française
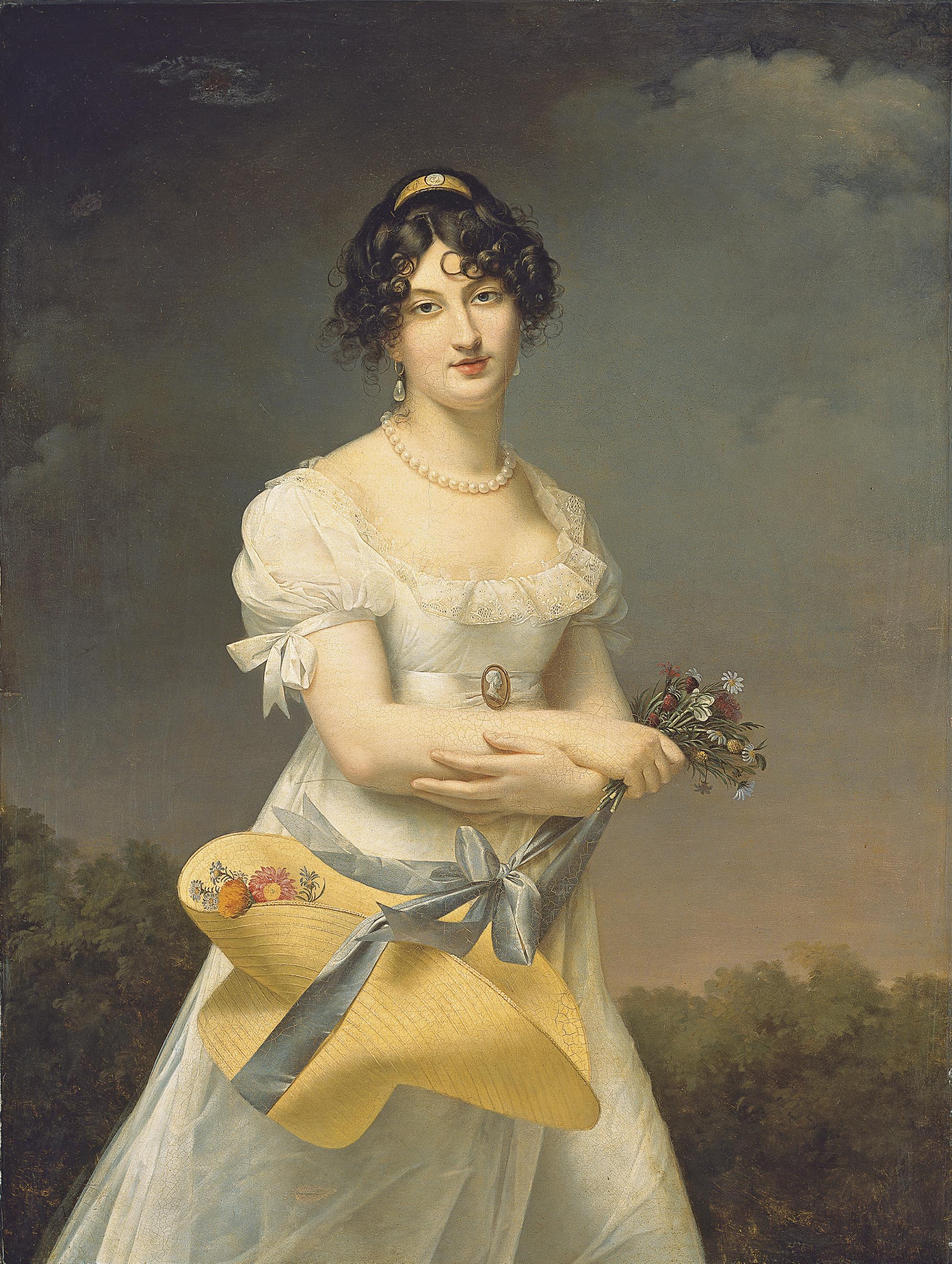
Amélie-Justine Laidin de la Bouterie, née Pontois, vers 1818-1820, collection privée